# Georgios Kleovoulos
Georgios Kleovoulos (în greacă Γεώργιος Κλεόβουλος; n. c. 1785, Philippopolis – d. 28 iulie 1828, Syros) a fost un savant și pedagog grec de la începutul secolului al XIX-lea. El s-a născut în orașul Philippopolis (azi Plovdiv) din Imperiul Otoman. A fost un susținător al școlilor de predare reciprocă și unul dintre profesorii care au adus această metodă de predare în Grecia. A predat la Iași, Odesa, Syros și Poros și a murit de pneumonie pe 28 iulie 1828 la Syros.

## Biografie
Kleovoulos s-a născut în jurul anului 1785, ca fiu al unui meșteșugar sărac. De la o vârstă fragedă a fost adoptat de către diaconul mitropolitului de Philippopolis, Makarios din Patmos, care l-a ajutat pe Kleovoulos să studieze la Școala Patmiada și apoi la Academia din Kydonies (Ayvalik). Acolo a învățat de la oameni de știință renumiți ai vremii precum Benjamin din Lesbos și Grigorie din Kydonies.
După ce și-a completat studiile a trăit timp de trei ani la Viena, unde a continuat să studieze și a predat cursuri de limba greacă. El a studiat, de asemenea, în Bavaria și mai târziu a vizitat Elveția, unde s-a familiarizat cu metodele de predare practicate de Johann Heinrich Pestalozzi și Philipp Emanuel von Fellenberg. Încântat de această metodă de predare, el a mers în Franța pentru a învăța cum să o aplice și după terminarea studiilor a devenit director școlii grecești din Iași în Principatele Dunărene (1819-1821). Cei aproximativ 100 de elevi care au absolvit cursurile acelei școli s-au mutat apoi în Grecia, unde au aplicat aceeași metodă de predare. Până în 1824 Kleovoulos a folosit această metoda de predare la o școală a comunității grecești din Odesa.
În 1825 Kleovoulos a mers în insulele Ciclade din Grecia, unde izbucnise în 1821 Războiul de Independență al Greciei. Acolo, după eforturi zadarnice de a înființa școli de predare mutuală la Paros, Naxos și Tinos, s-a stabilit în Syros, unde a predat metoda de predare reciprocă pentru copiii refugiaților greci care și-au găsit adăpost pe insulă. În aprilie 1828, după o invitație din partea guvernatorului Greciei, Ioannis Kapodistrias, a fost numit director la Școala din Poros. Cu toate acestea, la scurt timp după aceea, s-a îmbolnăvit de pneumonie. S-a dus la Syros ca să-și ia familia și să se întoarcă la Poros, dar în același timp starea lui de sănătate s-a deteriorat și a murit pe 28 iulie.

## Opera
În 1820 Kleovoulos a scris un articol care a fost publicat în ziarul Hermes o Logios și a reprezentat unul dintre primele studii sistematice grecești despre metoda de predare reciprocă. În plus, el a lăsat note scrise de mână cu privire la interpretarea și aplicarea metodei, care au fost folosite de un număr mare de profesori greci chiar și după 1830, când o traducere greacă a manualului lui Louis Charles Sarazin a fost aprobată de către Administrația Școlilor Normale din Grecia.

## Legături externe
- el  Konstantinos Chatzopoulos, «Ο Γεώργιος Κλεόβουλος και η Societe pour l’ ensegneiment elementaire» Arhivat în 5 februarie 2020, la Wayback Machine.
- Πανδέκτης:Kleovoulos Georgios